# 帝汶海條約
帝汶海條約，乃澳洲與東帝汶兩國間於2002年簽訂的邊界及資源開發條約，旨在商定東帝汶成功獨立以後，澳、帝兩國間開發帝汶海油氣資源的臨時安排，並取代原來的《帝汶缺口條約》。
隨著兩國間的永久邊界條約2019年8月30日生效，此條約相應亦被取代。

## 歷史

### 訂立
由於東帝汶在1999年通過公投，從而脫離印尼強佔，澳、帝雙方開始就帝汶海油氣開發進行磋商；而根據國際習慣法，由於新建立的東帝汶政府無須為以往條約負責，因此雙方須就此另訂平等新約。
然而，由於東帝汶爆發暴亂，當地主權由联合国东帝汶过渡行政当局託管，而過渡當局亦獲授權，暫時成為舊有的《帝汶缺口條約》履行方。
隨著東帝汶於2002年5月20日恢復獨立，澳、帝雙方於同日簽訂上述新條約，是為《帝汶海條約》，初步有效期為30年。

### 延長有效期
為解決帝汶海上日出油氣田的開發爭議，澳、帝雙方於2006年，另行簽訂了《帝汶海若干海事安排條約》。根據該條約第三條，《帝汶海條約》的有效期獲延長至2057年，與該條約限期相同。

### 廢止
澳洲方面被指在《帝汶海若干海事安排條約》談判期間，涉嫌監聽東帝汶政府，從而草擬對澳洲較為有利的條文。因此，東帝汶先於2016年將澳洲提告至海牙法院，繼而於翌年單方面宣佈上述條約無效。
至2018年，澳、帝雙方就上述案件達成和解，而訂立帝汶海邊界條約亦是和解協議的一部分。隨着永久條約於2019年8月30日生效，此條約終告廢止，而持續多年的帝汶海主權及資源爭議亦劃上句號。

## 內容
此條約雖為平等新約，然而內容大致與先前的《帝汶缺口條約》相似，皆不涉及訂定兩國海上邊界，僅於油氣開發安排上有以下改動：
- 帝汶海溝原有的三個油氣開發區合併為一個，並實行共同開發；
- 東帝汶及澳洲分別佔有該開發區的90%和10%權益

## 註解
1. ↑  全稱：《澳洲和東帝汶間的帝汶海條約》（英語：Timor Sea Treaty between the Government of East Timor and the Government of Australia）